# 高地巴布亚省
高地巴布亚省，是印度尼西亚的一個省，位于新幾內亞島西部，根據截至2022年中的官方估計，它佔地51213.34.公里（19,773.58 平方英里），人口為1430459。
它是印尼唯一內陸省份，是新幾內亞中部山脈的延長，在2022年11月11日與南巴布亞省及中巴布亞省同時從西巴布亞省中分出，是印尼最新的省分。首府为查亚维查亚县。人口最密集的地方是巴列姆山谷。